# Howard Campaigne
Howard Herbert Campaigne (* 6. April 1910 in New York; † 4. August 1988) war ein amerikanischer Marineoffizier, zuletzt im Rang eines Captains der US‑Navy. Im Zweiten Weltkrieg trug er als Kryptoanalytiker wesentlich zum Bruch gegnerischer Funksprüche bei.

## Leben
Howard wurde als Sohn von Henry und Mary Campaigne geboren. In jungen Jahren lebte er in Niagara Falls, einer Stadt im Norden des 
US-Bundesstaats New York unmittelbar an der kanadischen Grenze. Im Jahr 1938 wurde er an der Northwestern University, einer Privatuniversität im Staat Illinois, bei Professor Hubert Stanley Wall (1902–1971) zum Ph.D. (Doctor of Philosophy) promoviert. Der Titel seiner Dissertation lautete Some Properties of Finite Hypergroups.
Nach dem japanischen Überfall auf Pearl Harbor vom 7. Dezember 1941 und dem darauf erfolgten Eintritt der Vereinigten Staaten in den Zweiten Weltkrieg arbeitete er bei Op‑20‑G, einer speziellen Arbeitsgruppe der US‑Navy, deren Hauptaufgabe die Kryptanalyse und Entzifferung des verschlüsselten gegnerischen Nachrichtenverkehrs war. Im Jahr 1942 war sein Arbeitsplatz im Gebäudekomplex an der Nebraska Avenue, der als Naval Communications Annex („Marinekommunikations-Annex“) bezeichnet wurde. Hier wirkte er innerhalb von CSAW, der Communications Supplementary Activity (Washington).
Im Oktober 1944 wurde er als Verbindungsoffizier ins englische Bletchley Park (B.P.) gesandt, der Zentrale der britischen Codebreaker, die hier deutsche Rotor-Chiffriermaschinen, wie die Enigma und die Lorenz-Schlüsselmaschine entzifferten. Dort lernte er Colossus kennen, einen frühen Röhrencomputer, den die Briten zum Bruch der Lorenz-Maschine entwickelt hatten und höchst wirkungsvoll gegen das deutsche Verfahren einsetzten. Gegen Ende des Krieges war er Mitglied des Target Intelligence Committee (TICOM), einer von Amerikanern und Briten gebildeten Organisation, die im untergehenden Deutschen Reich nach deutschen Kryptoanalytikern und Schlüsselmaschinen suchte.
Nach dem Krieg engagierte sich Howard Campaigne zusammen mit seinem Kollegen James T. Pendergrass (1918–2009) erfolgreich dafür, dass der kryptologische Dienst der US‑Navy anschließend das bahnbrechende Programm zur Entwicklung elektronischer digitaler Computer durchführte, auch als Rapid Analytical Machines (RAMs) bezeichnet. Er arbeitete noch viele Jahre lang für die 1952 gegründete National Security Agency (NSA) und wurde im Jahr 1957 dort zum Chief of Research („Forschungsleiter“) ernannt.
Er war verheiratet mit Pearl May Campaigne (1910–2006) und wurde 78 Jahre alt. Captain Howard Herbert Campaigne wurde auf dem Nationalfriedhof Arlington beigesetzt.